# Guido Adler (medicinare)
Guido Adler, född den 22 september 1946 i Heidelberg, är en tysk medicinare.
Adler promoverades 1977 till medicine doktor och genomgick 1984 habilitation. År 1986 blev han professor vid universitetet i Marburg, 1991 vid universitetet i Ulm, 2010 vid universitetet i Mainz och 2012 vid universitetet i Heidelberg.